# La Porte City
La Porte City è un centro abitato (city) degli Stati Uniti d'America della contea di Black Hawk nello Stato dell'Iowa. La popolazione era di 2,285 persone al censimento del 2010. Fa parte dell'area metropolitana di Waterloo-Cedar Falls.

## Storia
La Porte City venne intrecciata nel 1855. Prende il nome da La Porte, nell'Indiana, la città natale di uno dei suoi fondatori.

## Geografia fisica
La Porte City è situata a 42°18′49″N 92°11′18″W (42.313606, -92.188291).
Secondo lo United States Census Bureau, ha un'area totale di 2,62 miglia quadrate (6,79 km²).

## Società

### Evoluzione demografica
Secondo il censimento del 2010, c'erano 2,285 persone.

### Etnie e minoranze straniere
Secondo il censimento del 2010, la composizione etnica della città era formata dal 97,8% di bianchi, lo 0,8% di afroamericani, lo 0,1% di nativi americani, lo 0,2% di asiatici, lo 0,1% di altre razze, e l'1,0% di due o più etnie. Ispanici o latinos di qualunque razza erano l'1,0% della popolazione.